# Hannah Dadds
Hannah Dadds, född Head 16 oktober 1941 i London i Storbritannien, död 5 december 2011 i Spanien, var en brittisk tågförare. Hon blev känd som den första kvinnliga tågföraren i Londons tunnelbana.

## Biografi

### Uppväxt
Hannah Dadds föddes i Forest Gate i Newham. Hennes mor jobbade inom hemtjänsten och hennes far i möbelbranschen. Efter att ha lämnat skolan vid 15-årsåldern arbetade hon som butiksbiträde och på en tändsticks- och cigarettfabrik.

### Karriären i tunnelbanan
1969 började Dadds arbeta i Londons tunnelbana som "järnvägskvinna" på Upton Parks tunnelbanestation. Hon arbetade som biljettexpeditör innan hon 1976 blev tågvärd. Tågvärdarna var också tågets förare, ifall något skulle hända föraren eller om det skulle inträffa en olycka. Vid den tiden kunde inte kvinnor få utbildning som tågförare, men efter en lagändring 1975 tog man bort den regeln. Dadds ansökte som en av de första kvinnorna till tågförarprogrammet.

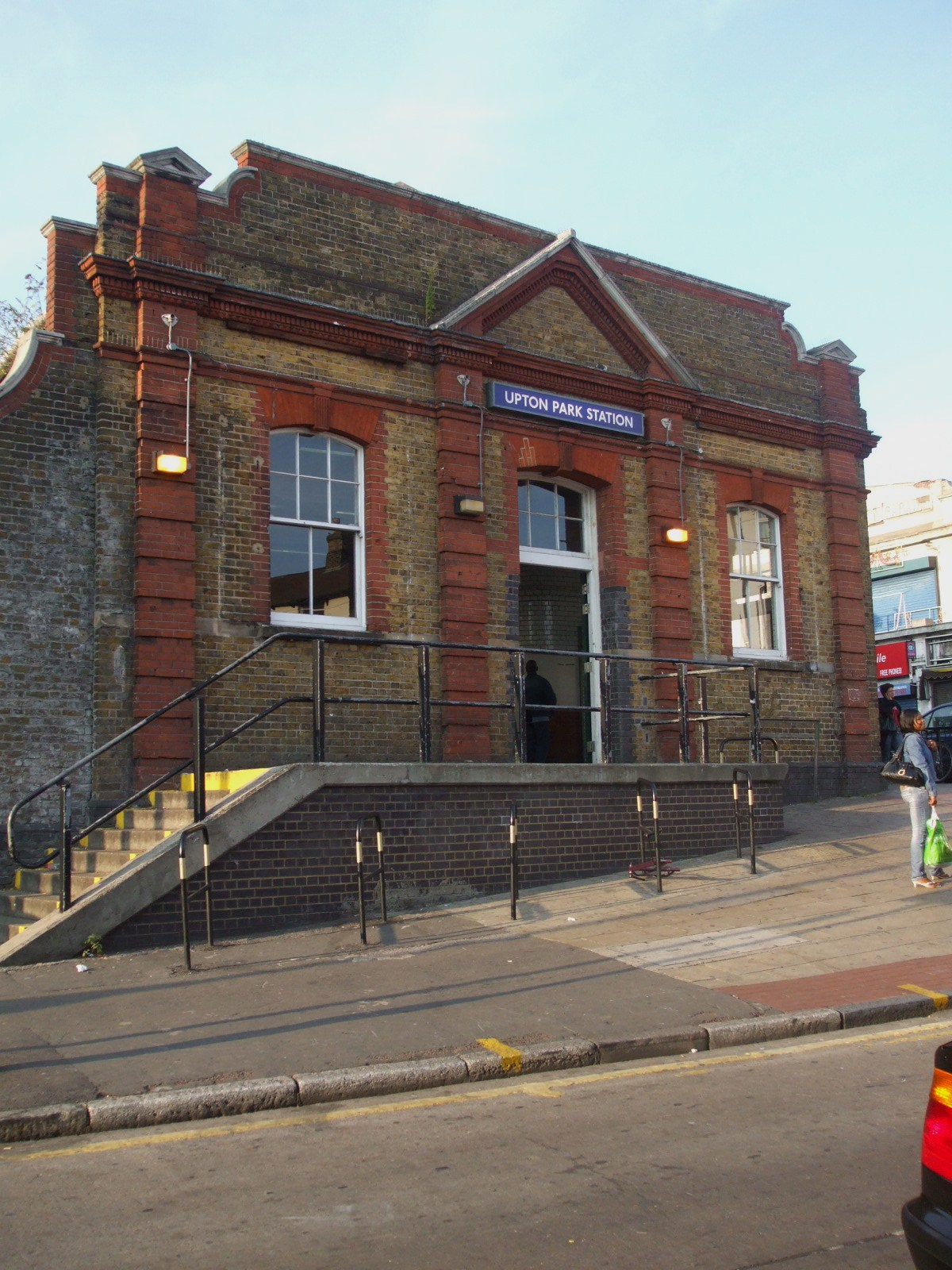
Stationsbyggnaden på Upton Parks tunnelbanestation, där Dadds 1969 inledde sin tunnelbanekarriär – då som biljettexpeditör.

1978 slutförde Dadds sin sju veckor långa utbildning för att bli tågförare och inledde sin karriär i det yrket som förare på District Line. Därmed blev hon den första kvinnliga tågföraren i Londons tunnelbana. Som den första kvinnliga tågföraren i Storbritannien inom tunnelbanan fick hon extra ledighet, så att Londons tunnelbana kunde ordna med en presskonferens inför premiärturen.
Från början var planen att hon skulle köra den första turen på den nya Jubilee Line när den öppnade 1979, men den planen spolierades på grund av en fotskada.
Hannahs syster Edna jobbade också i Londons tunnelbana, först som tågvärd och sedan också som tågförare. Både Hannah och Edna tillhörde den första gruppen kvinnliga tågförare i Londons tunnelbana. Systrarna har av deras manliga kollegor beskrivits som mer män än dem själva, då de svor mer, rökte mer och gav ledningen ordrar.
Dadds arbetade som förare till att hon gick i förtidspension 1993, varefter hon flyttade till Spanien. London Transport Museum gjorde det året därför en större intervju med henne inför pensioneringen. 2004 blev hon inbjuden till en lunch hos "Woman of Achievement" i Buckingham Palace.

### Död och utmärkelse
Dadds avled 5 december 2011 efter en tids sjukdom och hyllades då för sina insatser av dåvarande chefen för Londons tunnelbana Howard Collins. 31 maj 2019 sattes en minnestavla om henne upp på Upton Park tunnelbanestation.